# 奥德蕾·加利
奥德蕾·加利（法語：Audrey Galy，1984年5月30日—），法国女子赛艇运动员。她曾代表法国参加西班牙加泰罗尼亚举行的2004年世界赛艇锦标赛，获得女子四人单桨无舵手金牌。